# Zlatni snovi
Zlatni snovi osmi je studijski album splitske glazbenice Meri Cetinić, kojeg 1989. godine objavljuje diskografska kuća Jugoton.
Materijal za album sniman je u studiju "TM" u Zagrebu. Producent je bio Mato Došen, dok su uz Meri Cetinić svoj doprinos na albumu još dali i Vedran Božić, Hrvoje Hegedušić, Hrvoje Grčević, Ratko Hrkalović, Vesna Srećković, Gordana Vasiljević, Ivica Bobinec i Mato Došen. Skladbu "Dome moj", Meri Cetinić izvela je 1989. godine na Splitskom festivalu.

## Popis pjesama
1. "Baška Voda" (3.25)
  - (Z. Runjić/E. Silas-E. Silas)
2. "Jedna suza sja" (4.01)
  - (Z. Runjić/E. Silas-N. Ninčevič)
3. "Zaljubljena žena" (3.23)
  - (Z. Runjić/E. Silas-N. Ninčevič)
4. "Gondolier" (3.13)
  - (Z. Runjić/E. Silas-N. Ninčević)
5. "Dome moj" (Split '89) (3.36)
  - (M.Cetinić-M.Cetinić-M.Došen)
6. "Evo cvate ružmarin" (3.15)
  - (Z. Runjić-E. Silas-N. Ninčević)
7. "Grlica" (2.50)
  - (Z. Runjić-E. Silas-E. Silas)
8. "Zlatni snovi" (3.30)
  - (Z. Runjić-T. Zuppa)
9. "Molim te, oprosti mi" (3.13)
  - (M. Cetinić)
10. "Sve je bilo zbog tebe" (4.41)
  - (Z. Runjić/E. Silas-N. Ninčević)

## Produkcija
- Producent i aranžer - Mato Došen
- Glavni i odgovorni urednik - Siniša Škarica
- Ton majstori - Hrvoje Grčević i Hrvoje Hegedušić
- Asistent - Ratko Hrkalović
- Urednik: Vojno Kundić
- Snimljeno -  studiju "TM", Zagreb, tijekom svibnja 1989.
- Svirali i pjevali - Vedran Božić, Hrvoje Hegedušić, Hrvoje Grčević, Ratko Hrkalović, Vesna Srećković, Gordana Vasiljević, Ivica Bobinec i Mato Došen
- Dizajn - Sanja Bachrach-Krištofič
- Fotografija - Mario Krištofić

## Vanjske poveznice
- Službene stranice Meri Cetinić - Recenzija albuma